# Мексикано-новозеландские отношения
Мексикано-новозеландские отношения — двусторонние дипломатические отношения между Мексикой и Новой Зеландией. Обе страны являются членами АТЭС, ОЭСР и ООН.

## История
Дипломатические отношения между двумя странами были установлены 19 июля 1973 года. Новая Зеландия открыла посольство в Мехико в 1983 году. Мексика, в свою очередь проводила дипломатические отношения с Новой Зеландией от лица своего посольства в Австралии. В декабре 1991 года Мексика открыла своё посольство в Веллингтоне.
На протяжении многих лет обе страны подписали многочисленные двусторонние соглашения, такие как:
- Соглашение об обмене информации между Новозеландскими и Мексиканскими банками (1992)
- Договор о торговле и инвестициях (1994)
- Воздушный договор (1999)
- Научно-исследовательская и технологическое сотрудничество (2004)
- Двойное налоговое соглашение (2006)
- Сотрудничество в сельском и лесном хозяйстве (2008)
- Сотрудничество в области возобновляемых источников энергии (2010)

## Официальные визиты
Визиты президентов Мексики в Новую Зеландию
- Президент Эрнесто Седильо (сентябрь 1999)
- Президент Фелипе Кальдерон (сентябрь 2007)

Визиты премьер министров Новой Зеландии в Мексику
- Премьер министр Роберт Малдун (1980)
- Премьер министр Джим Болджер (сентябрь 1992)
- Премьер министр Дженни Шипли (июнь 1999)
- Премьер министр Хелен Кларк (ноябрь 2001 и октябрь 2002)
- Премьер министр Джон Ки (март 2013)

## Торговля
Мексика является крупнейшим торговым партнером Новой Зеландии в Латинской Америке (и 24ым в мире) и важным рынком сбыта молочной продукции. В 2014 году объем двусторонней торговли между обеими странами составил $ 447 млн долларов США. Новая Зеландия экспортирует в Мексику молочные продукты, мясо и сельскохозяйственную технику. Мексика, в основном, экспортирует в Новую Зеландию промышленные товары. Новая Зеландия является 24ым по размеру торговым партнером Мексики.